# Philonthus decorus
Philonthus decorus es una especie de escarabajo del género Philonthus, familia Staphylinidae. Fue descrita científicamente por Gravenhorst en 1802.
Se distribuye por Europa. Habita en España (islas Canarias), Rusia (Europa, Siberia, Lejano Oriente) y Kazajistán.

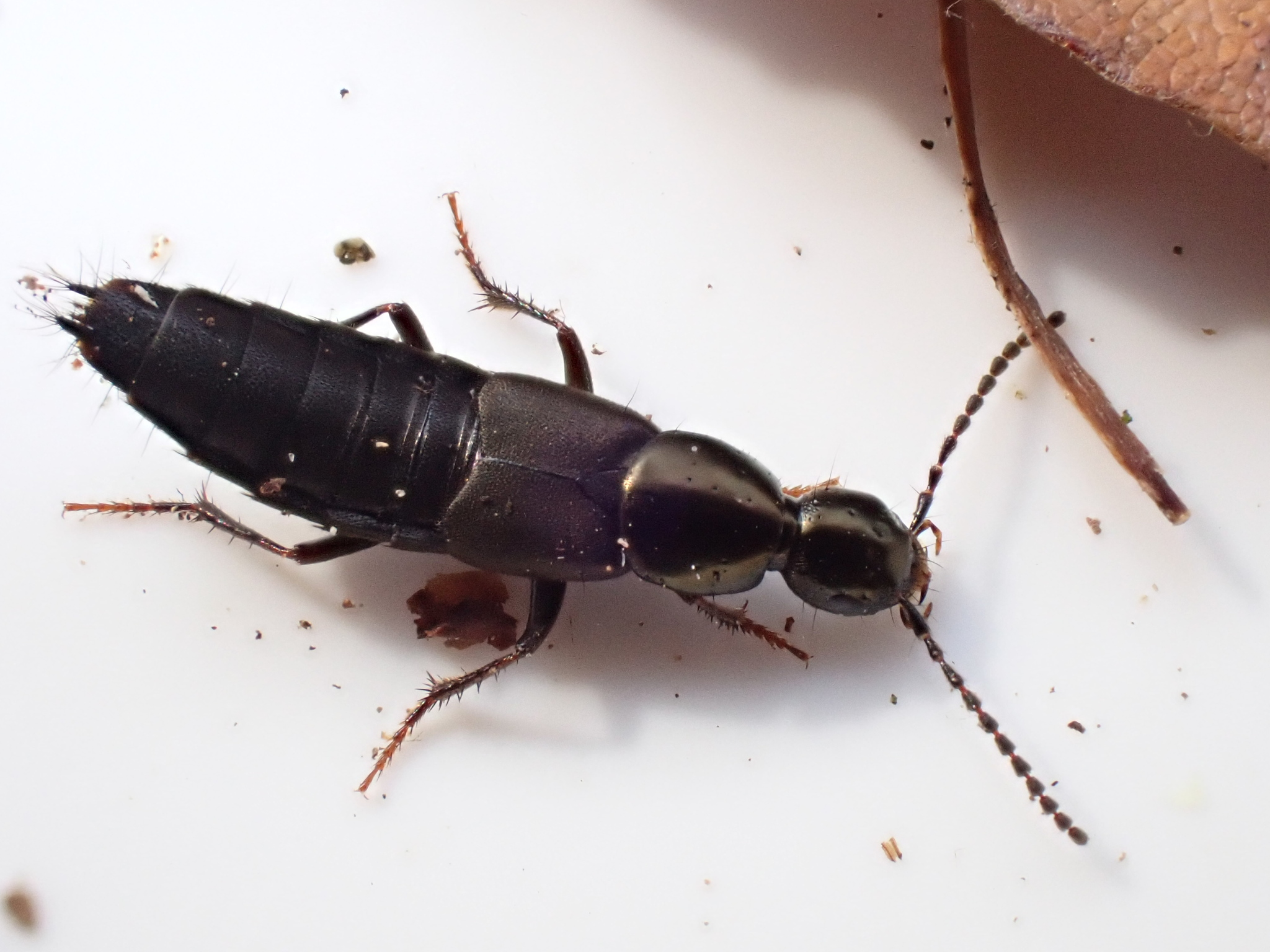
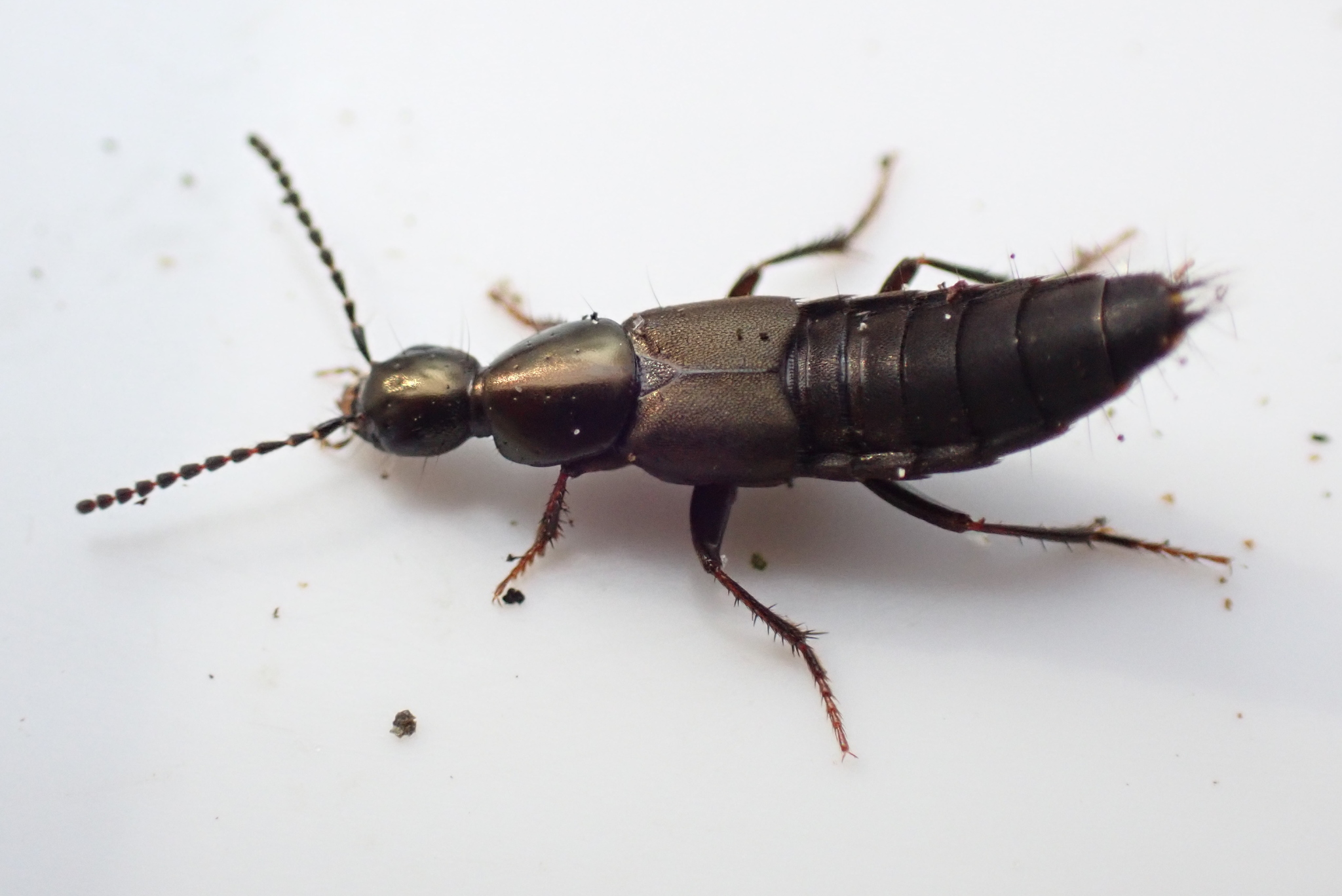
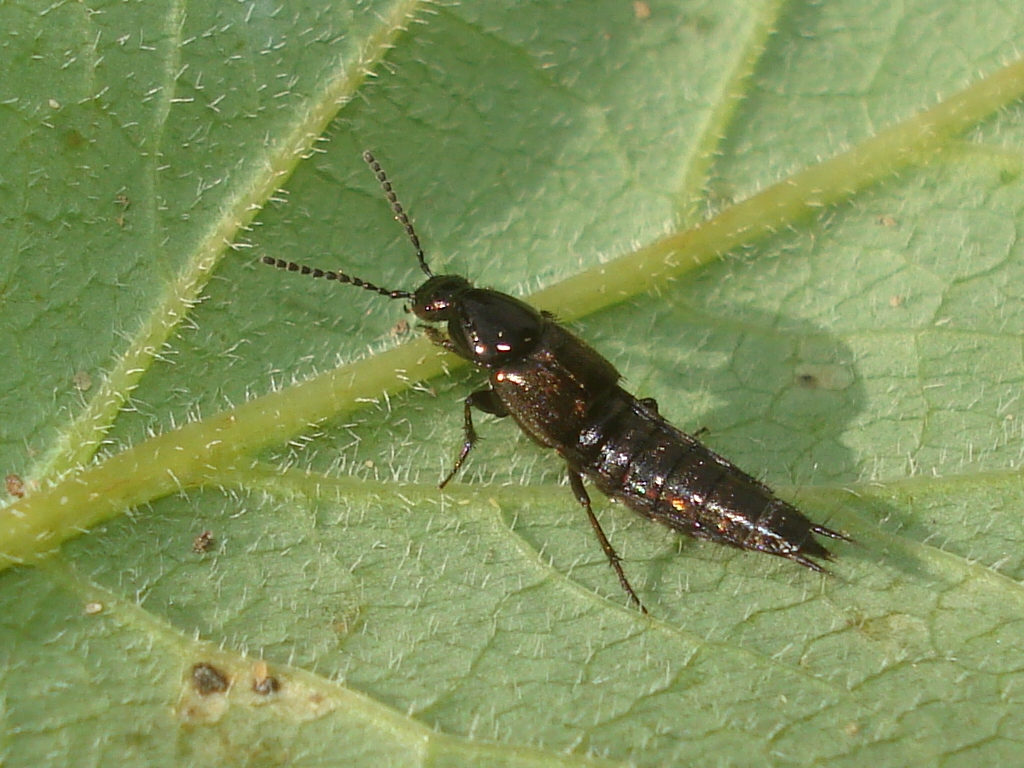
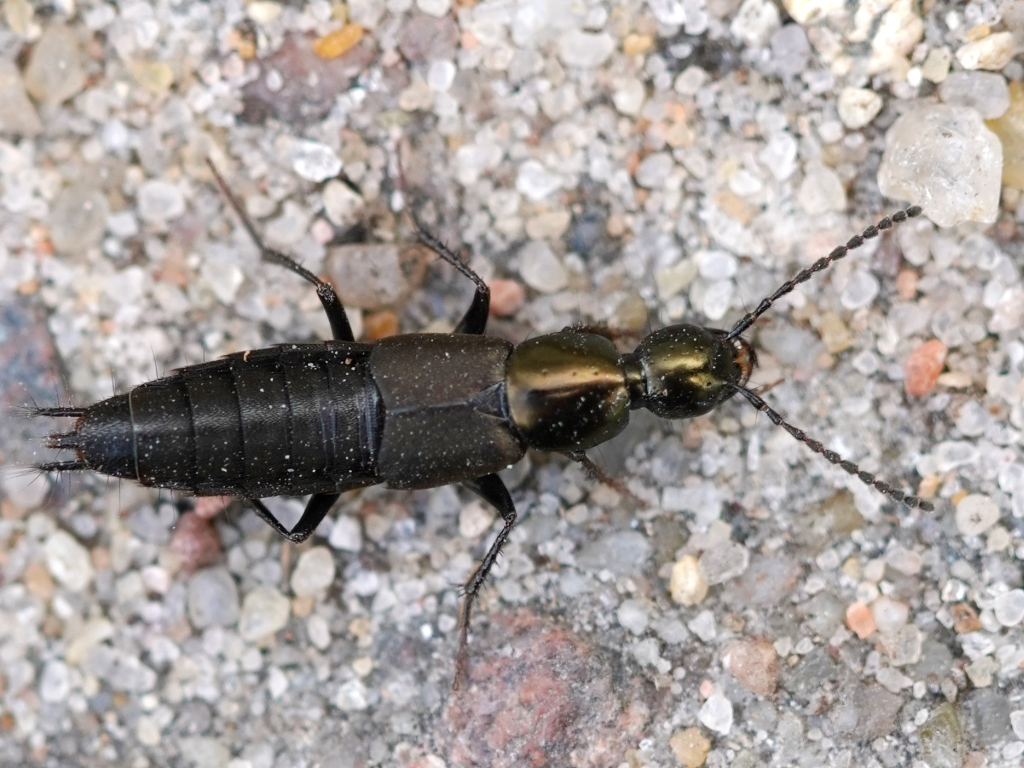